# Liga Nacional Superior de Voleibol Masculino 2018
La Liga Nacional Superior de Voleibol del Perú (oficialmente Liga Nacional de Voleibol Masculino "Copa Movistar" por razones de patrocinio) es la mínima competición de este deporte en el Perú, siendo la edición 2018, la decimoquinto en su historia.

## Equipos participantes
| Club                        | Ciudad | Entrenador           |
| --------------------------- | ------ | -------------------- |
| DC Asociados de Tacna       | Tacna  | Raúl Jaime           |
| Peerless (Campeón Defensor) | Lima   | Eder Garrido         |
| Junior Voley                | Callao | Aldo Aliaga          |
| Club de Regatas Lima        | Lima   | Manuel de Los Ríos   |
| Unilever                    | Lima   | Jorge Cárdenas       |
| Fishland                    | Lima   | Antonio Luna         |
| Sparteam                    | Lima   | José Antonio Cáceres |

## Primera ronda
– Clasificados a la Ronda final. 

### Tabla de posiciones
| Pos. | Equipo                | J | G | P | PTS |
| ---- | --------------------- | - | - | - | --- |
| 1    | Club de Regatas Lima  | 4 | 4 | 0 | 12  |
| 2    | Peerless              | 3 | 3 | 0 | 9   |
| 3    | Unilever              | 3 | 3 | 0 | 9   |
| 4    | DC Asociados de Tacna | 6 | 2 | 4 | 5   |
| 5    | Sparteam              | 3 | 1 | 2 | 4   |
| 6    | Junior Voley          | 5 | 1 | 4 | 4   |
| 7    | Fishland              | 6 | 1 | 5 | 2   |

## Ronda final
|  | Semifinales                                            | Semifinales                                            |  |  | Final                                                   | Final                                                   |  |
|  | 01 y 2 de diciembre, Coliseo Niño Héroe Manuel Bonilla | 01 y 2 de diciembre, Coliseo Niño Héroe Manuel Bonilla |  |  | 14 y 15 de diciembre, Coliseo Niño Héroe Manuel Bonilla | 14 y 15 de diciembre, Coliseo Niño Héroe Manuel Bonilla |  |
|  |                                                        |                                                        |  |  |                                                         |                                                         |  |
|  |                                                        |                                                        |  |  |                                                         |                                                         |  |
|  |                                                        |                                                        |  |  |                                                         |                                                         |  |
|  |                                                        |                                                        |  |  |                                                         |                                                         |  |
|  |                                                        |                                                        |  |  |                                                         |                                                         |  |
|  |                                                        |                                                        |  |  |                                                         |                                                         |  |
|  |                                                        |                                                        |  |  |                                                         |                                                         |  |
|  |                                                        |                                                        |  |  |                                                         |                                                         |  |
|  |                                                        |                                                        |  |  |                                                         |                                                         |  |
|  |                                                        |                                                        |  |  |                                                         |                                                         |  |
|  |                                                        |                                                        |  |  |                                                         |                                                         |  |
|  |                                                        |                                                        |  |  |                                                         |                                                         |  |
|  |                                                        |                                                        |  |  |                                                         |                                                         |  |

### Semifinal

#### Partidos de ida
- Sede: Coliseo Niño Héroe Manuel Bonilla

| Fecha | Hora  | Partido | Partido | Partido | Resultado | S1 | S2 | S3 | S4 | S5 | Total |
| ----- | ----- | ------- | ------- | ------- | --------- | -- | -- | -- | -- | -- | ----- |
| 01.12 | 18:00 |         | -       |         | -         | -  | -  | -  | -  | -  | -     |
| 01.12 | 20:00 |         | -       |         | -         | -  | -  | -  | -  | -  | -     |

#### Partidos de vuelta
- Sede: Coliseo Niño Héroe Manuel Bonilla

| Fecha | Hora  | Partido | Partido | Partido | Resultado | S1 | S2 | S3 | S4 | S5 | Total |
| ----- | ----- | ------- | ------- | ------- | --------- | -- | -- | -- | -- | -- | ----- |
| 02.12 | 18:00 |         | -       |         | -         | -  | -  | -  | -  | -  | -     |
| 02.12 | 20:00 |         | -       |         | -         | -  | -  | -  | -  | -  | -     |

### Tercer lugar
- Sede: Coliseo Niño Héroe Manuel Bonilla

| Fecha | Hora  | Partido | Partido | Partido | Partido | Resultado | S1 | S2 | S3 | S4 | S5 | Total |
| ----- | ----- | ------- | ------- | ------- | ------- | --------- | -- | -- | -- | -- | -- | ----- |
| 14.12 | 19:00 | IDA     |         | -       |         | -         | -  | -  | -  | -  | -  | -     |
| 15.12 | 18:00 | VUELTA  |         | -       |         | -         | -  | -  | -  | -  | -  | -     |

### Final
- Sede: Coliseo Niño Héroe Manuel Bonilla

| Fecha | Hora  | Partido | Partido | Partido | Partido | Resultado | S1 | S2 | S3 | S4 | S5 | Total |
| ----- | ----- | ------- | ------- | ------- | ------- | --------- | -- | -- | -- | -- | -- | ----- |
| 14.12 | 20:30 | IDA     |         | -       |         | -         | -  | -  | -  | -  | -  | -     |
| 15.12 | 20:00 | VUELTA  |         | -       |         | -         | -  | -  | -  | -  | -  | -     |

## Posición Final
|  | Representará al Perú en el Sudamericano de Clubes 2019 |

| Pos.              | Equipo                |
| ----------------- | --------------------- |
| Medalla de oro    | Club de Regatas Lima  |
| Medalla de plata  | Peerless              |
| Medalla de bronce | Sparteam              |
| 4                 | Unilever              |
| 5                 | DC Asociados de Tacna |
| 6                 | Junior Voley          |
| 7                 | Fishland              |

| Campeón de la Liga Peruana     |
| ------------------------------ |
| Club de Regatas Lima 1º título |